# Carl von Meixner
Carl von Meixner (* 10. Mai 1814 in Nymphenburg; † 1. September 1880 in München) war ein deutscher Verwaltungsjurist im Königreich Bayern. Als Abgeordneter saß er in der Bayerischen Abgeordnetenkammer, im Reichstag (Norddeutscher Bund) und im Zollparlament.

## Leben
Carl von Meixner studierte Rechtswissenschaft an der Universität Landshut. 1821 wurde er im Corps Palatia aktiv. 1834 trat er in die Verwaltung des Deutschen Zollvereins ein. Zunächst war er bayerischer Zollkontrolleur im Königreich Sachsen, dann bis 1840 Assessor bei der Generalzollverwaltung in München. Von 1840 bis 1859 war er bayerischer Bevollmächtigter beim Zentralbüro des Zollvereins in Berlin. Anschließend war er von 1859 bis 1866 Ministerialrat im Bayerischen Staatsministerium für Handel und ab 1866 Bayerischer General-Zolladministrator.
Von 1869 bis 1871 war Carl von Meixner Mitglieder der Kammer der Abgeordneten für den Wahlkreis Pfaffenhofen und von 1868 bis 1870 gehörte er als Abgeordneter des Reichstagswahlkreises Oberbayern 3 (Aichach, Friedberg, Dachau, Schrobenhausen) dem Zollparlament an. Er vertrat die politische Richtung der Bayerischen Patriotenpartei.